# David Ngodigha
David Ngodigha (ur. 23 października 1962) – nigeryjski piłkarz grający na pozycji bramkarza. W swojej karierze rozegrał 6 meczów w reprezentacji Nigerii.

## Kariera klubowa
W swojej karierze piłkarskiej Ngodigha grał w takich klubach jak: Stationery Stores FC, Flash Flamingoes, NEPA Lagos FC i ACB Lagos FC.

## Kariera reprezentacyjna
W 1988 roku Ngodigha był w kadrze Nigerii na Igrzyska Olimpijskie w Seulu. W reprezentacji Nigerii zadebiutował 7 stycznia 1989 roku w wygranym 1:0 meczu eliminacji do MŚ 1990 z Gabonem, rozegranym w Enugu. W 1992 roku został powołany do kadry na Puchar Narodów Afryki 1992, jednak nie rozegrał na tym turnieju żadnego meczu. Z Nigerią zajął 3. miejsce w tym turnieju. W kadrze narodowej rozegrał 6 meczów, wszystkie w 1989.